# Feteer meshaltet
Feteer meshaltet (Árabe Egipcio: فطير مشلتت, literalmente "tartas con cojines" o "tartas con forma de cojín"), a menudo simplemente llamado feteer (فطير), es una hojaldre en capas egipcia. Se compone de muchas capas finas de masa y ghee y un relleno opcional. Los rellenos pueden ser dulces o salados. Los rellenos dulces pueden incluir queso, coco, mehalabiya, malban, nutella o chocolate, mientras que los rellenos salados pueden ser desde carne molida hasta salchicha o queso. Por lo general, el feteer simple se empapa en miel y se esparce con mermelada o queso o se sirve con aceitunas. Debido a su versatilidad, el feteer a menudo se conoce como una pizza egipcia.
Feteer meshaltet se ha convertido en un importante símbolo de la hospitalidad en Egipto. Como tal, fue entregado al presidente estadounidense Barack Obama durante su visita a Egipto en junio de 2009. Las familias egipcias tradicionalmente lo regalan a visitantes y amigos. También se suele preparar para fiestas, bodas y otras celebraciones.

## Historia

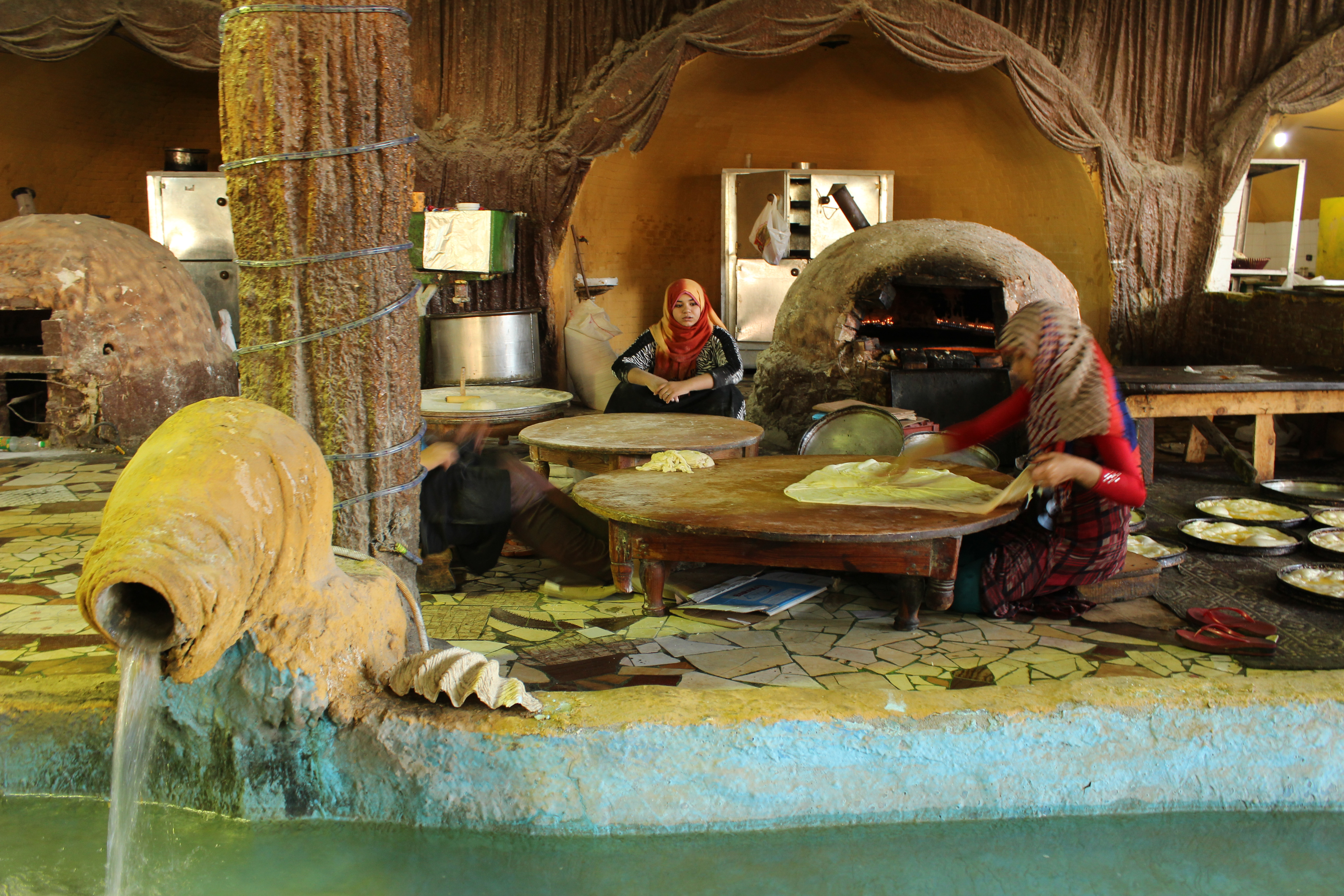
Mujeres preparando Feteer meshaltet

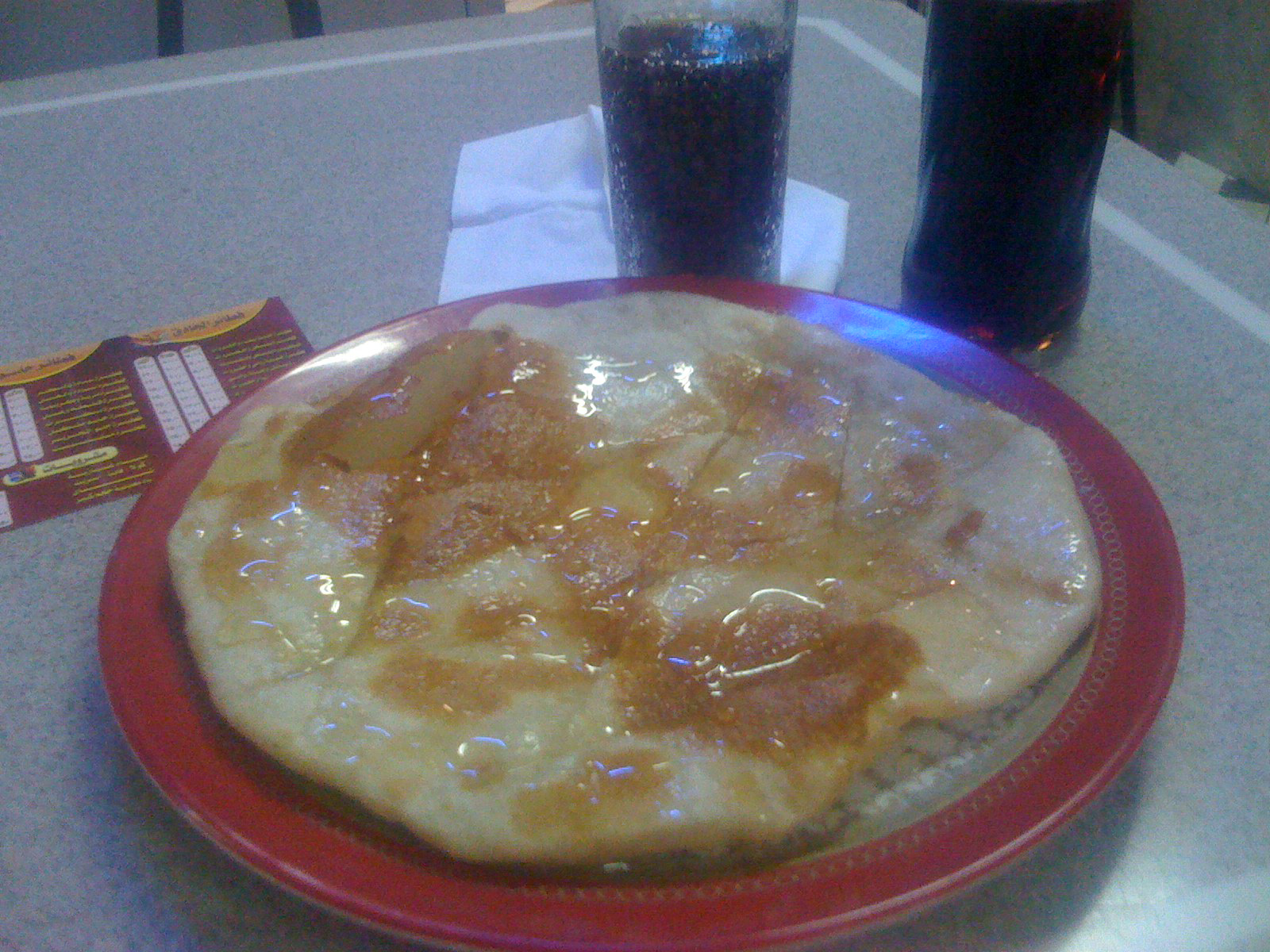
Feteer meshaltet servido con miel

Feteer meshaltet se remonta al antiguo Egipto, donde se conocía como "feteer maltoot". Se dejó en los templos como ofrenda a los dioses. En la tumba de la Dinastía XVIII de Egipto Chaty Rejmira se encontró una receta para el meshetet. La antigua receta se parece mucho a su contraparte moderna, con la única excepción de la adición de miel durante el proceso de cocción, mientras que el feteer moderno normalmente se remoja en miel después del proceso de cocción.
Durante el período de Mameluk, surgió una variante en forma de media luna de fetoer meshaltet llamada feteer helali. Esta versión del feteer supuestamente se extendió a Europa y luego a Francia, donde inspiró el cruasán.